# French Affair
A French Affair egy német-francia pop-dance stílusban játszó együttes, amely 1999-ben alakult meg. A német nyelvet beszélő országokban voltak a legnépszerűbbek. 2000 és 2003 között számos daluk lett sikeres, mint például a My Heart Goes Boom (La Di Da Da), a Do What You Like, a Sexy és a Comme ci comme ça.

## Történet
A csapat eredeti énekesnője, Barbara Alcindor, Párizsban nőtt fel, később Londonba költözött és divatmodellként kezdett dolgozni. Hamarosan találkozott a producerként dolgozó Dreyer fivérekkel és a BMG lemezkiadóhoz szerződtek. Első kislemezük, a "My Heart Goes Boom (La Di Da Da )" volt. A 2000-es év elején kirobbanóan sikeres lett Európában, és a toplisták élére, leginkább a top 5-ös élmezőnybe jutott Európa-szerte. 
Ezt követte a szintén sikeres "Do What You Like", és debütáló albumuk, a Desire.
2001-ben új daluk, a kislemezként megjelenő "Sexy" ismert sláger lett. Az azt követő évben adták ki az "I Like That"-et, majd a "Comme ci comme ça"-t 2003-ban.
Új kislemezük, a "Symphonie d’amour" 2006 januárjában jelent meg, és ezzel a számmal népszerűsítették hamarosan megjelenő második albumukat, a Rendezvous-t. Az album a French Affair történetében először kizárólag francia nyelvű számokat tartalmazott. Az új dalokat egy új énekesnő, Aimee adta elő.
2008 júliusában jelent meg digitálisan Belle Epoque című, eddigi utolsó albumuk. A korábbi kislemezdalok kerültek fel rá, mint a "Sexy", az "I Like That", a "Comme ci, comme ça" és a "Ring Ding Dong", és olyan korábban meg nem jelent számokat is tartalmazott, amit Alcindorral közösen vettek fel.
Alcindor közreműködött a Proper Filthy Naughty formáció "Fascination" című dalában vokalistaként. A szám Latin-Amerikában volt a legnépszerűbb. Ezenkívül King Roc Chapter című albumán a "Beautiful But Weird" dalában hallható az énekesnő.
Az együttes 2009-ben feloszlott.

## Tagok
- Barbara Alcindor (énekesnő)
- Kartsen Dreyer
- Thorsten Dreyer
- Aimee (énekesnő, 2006-)

## Fordítás
- Ez a szócikk részben vagy egészben  a   French Affair című angol Wikipédia-szócikk fordításán alapul.  Az eredeti cikk szerkesztőit annak laptörténete sorolja fel. Ez a jelzés csupán a megfogalmazás eredetét és a szerzői jogokat jelzi, nem szolgál a cikkben szereplő információk forrásmegjelöléseként.